# Leo Britt
Leo Britt (Paddington, 27 marzo 1908 – Londra, 1979) è stato un attore inglese.
Il suo nome completo era Leo Ernest Britt.

## Biografia
Recitò in circa 40 film al cinema e in televisione, tra il 1933 e il 1975, negli Stati Uniti e in Inghilterra.

## Filmografia parziale

### Cinema
- Prendi la mia vita (Take My Life), regia di Ronald Neame (1947)
- Il mostro magnetico (The Magnetic Monster), regia di Curt Siodmak (1953)
- La pista degli elefanti (Elephant Walk), regia di William Dieterle (1954)
- Il delitto perfetto (Dial M for Murder), regia di Alfred Hitchcock (1954)
- Lo scudo dei Falworth (The Black Shield of Falworth), regia di Rudolph Maté (1954)
- I seicento di Balaklava (The Charge of the Light Brigade), regia di Tony Richardson (1968)
- Luna zero due (Moon Zero Two), regia di Roy Ward Baker (1969)

### Televisione
- Schlitz Playhouse of Stars – serie TV, episodio 3x17 (1953)
- Adventures of Falcon – serie TV, episodio 1x04 (1954)
- TV Reader's Digest – serie TV, episodi 1x08 (1955)